# Бакалинский пеньковый завод
Бакалинский пеньковый завод, Бакалинский пенькозавод — федеральное государственное унитарное предприятие по производству пенькового волокна в Бакалинском районе Башкортостана. Основан в 1932 году, с 1999 ГУСП, с 2001 ФГУП, в 2010 ликвидирован.
В связи со строительством Бакалинского пенькового завода появился населённый пункт поселок Пенькозавода (с 2005 — деревня).
В состав завода входили: производственный и лабораторный корпуса, сырьевой двор, весовое хозяйство, складские помещения, автотракторный парк.
Различные вопросы развития завода поднимались в диссертационных работах по экономическим наукам.